# Loch Lomond and the Trossachs National Park
Loch Lomond and The Trossachs National Park (skotsk gælisk: Pàirc Nàiseanta Loch Laomainn is nan Tròisichean) er en nationalpark i Skotland centreret omkring Loch Lomond, og omfatter flere mindre bjergkæder og dalen Trossachs. Den var den første af to nationalparker etableret af det Skotlands parlament i 2002, - den anden er Cairngorms National Park.
Parken er den fjerdestørste på de Britiske Øer med et samlet areal på 1.865 km² og en omkreds på omkring 350 km. Den omfatter 21 Munros (bjerge over 3.000 feet (914.4 m), bl.a. Ben Lomond, Ben Lui, Beinn Challuim, Ben More, to toppe på Ben Vorlich, 19 Corbetts (bjerge mellem 2.500 og 3.000 feet (762 og 914,4 m)), to forest parks (Queen Elizabeth, og Argyll) og 57 andre beskyttede lokaliteter.
Der bor 15.600 mennesker i parken, hovedsageligt i de fire områder: Breadalbane, Loch Lomond, The Trossachs, og Argyll Forest Park.

## Seværdigheder
Parken rummer mange bjerge og søer, der byder på flotte udsigter og muligheder for vandring og vildmarksliv.
For vandrere, der søger udfordringer, går West Highland Way gennem parken, men bjergene Ben Lomond, og The Cobbler i Arrochar Alps tiltrækker flest gæster.
Der er et besøgscenter ved sydenden af Loch Lomond med navnet Loch Lomond Shores, som både har informationscenter om de mest populære ture i parken, men også et akvarium, butikker og restauranter.
På Loch Katrine kan man få en sejltur med det historiske dampskib SS Sir Walter Scott, og ture på Loch Lomond kan tages fra Tarbet, Argyll og Bute and Balloch; der er også omfattende trafik med vandtaxier mellem kystbyerne.

## Munroer i Nationalparken
Munroer er bjerge over 3.000 feet (914 m), og disse er i parken nævnt sammen med nærmeste landsby.
- Ben More (1.174 m, 3.852 ft), Crianlarich
- Stob Binnein (1.165 m, 3.822 ft), Crianlarich
- Ben Lui (1.130 m, 3.707 ft), Tyndrum
- Cruach Ardrain (1.046 m, 3.432 ft), Crianlarich
- Ben Oss (1.029 m, 3.376 ft), Tyndrum
- Ben Challum (1.025 m, 3.363 ft), Tyndrum
- Beinn Ime (1.011 m, 3.317 ft), Arrochar
- An Caisteal (995 m, 3.264 ft), Crianlarich
- Ben Vorlich (985 m, 3.232 ft), Lochearnhead
- Beinn Dubhchraig (978 m, 3.209 ft), Tyndrum
- Stuc a' Chroin (975 m, 3.199 ft), Lochearnhead
- Ben Lomond (974 m, 3.196 ft), Balmaha
- Meall Glas (959 m, 3.146 ft), Crianlarich
- Beinn Tulaichean (945 m, 3.100 ft), Crianlarich
- Ben Vorlich (943 m, 3.094 ft), Ardlui
- Beinn a' Chroin (940 m, 3.084 ft), Crianlarich
- Beinn Chabhair (933 m, 3.061 ft), Ardlui
- Beinn Narnain (926 m, 3.038 ft), Arrochar
- Sgiath Chuil (921 m, 3.022 ft), Crianlarich
- Beinn a' Chleibh (916 m, 3.005 ft), Tyndrum
- Ben Vane (915 m, 3.002 ft), Ardlui

Der er 21 Munros i Nationalparken, og 16 af dem er i området Breadalbane. Ben Lomond er det mest populære bjerg i Skotland at klatre på.

## Eksterne kilder og henvisninger
- Wikimedia Commons har flere filer relateret til Loch Lomond and the Trossachs National Park
- Loch Lomond and The Trossachs National Park Official Website
- Wild Lomond - Wildlife in the National Park
- The Trossachs - Information and places to visit Arkiveret 1. oktober 2020 hos  Wayback Machine